# Військові тварини

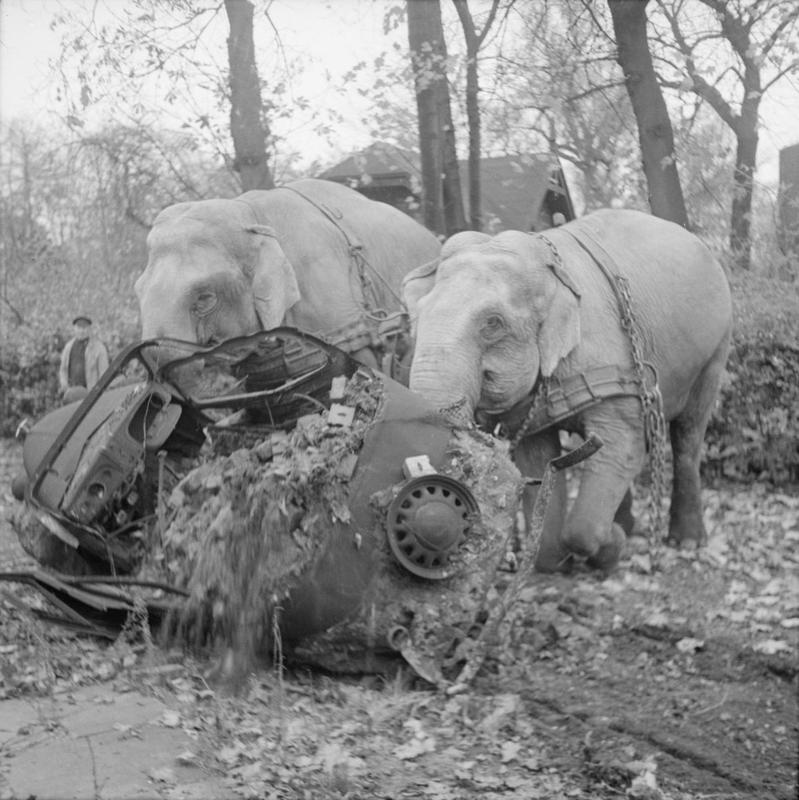
Циркові слони розчищають пошкодження від бомби, Гамбург, Німеччина, листопад 1945 року.

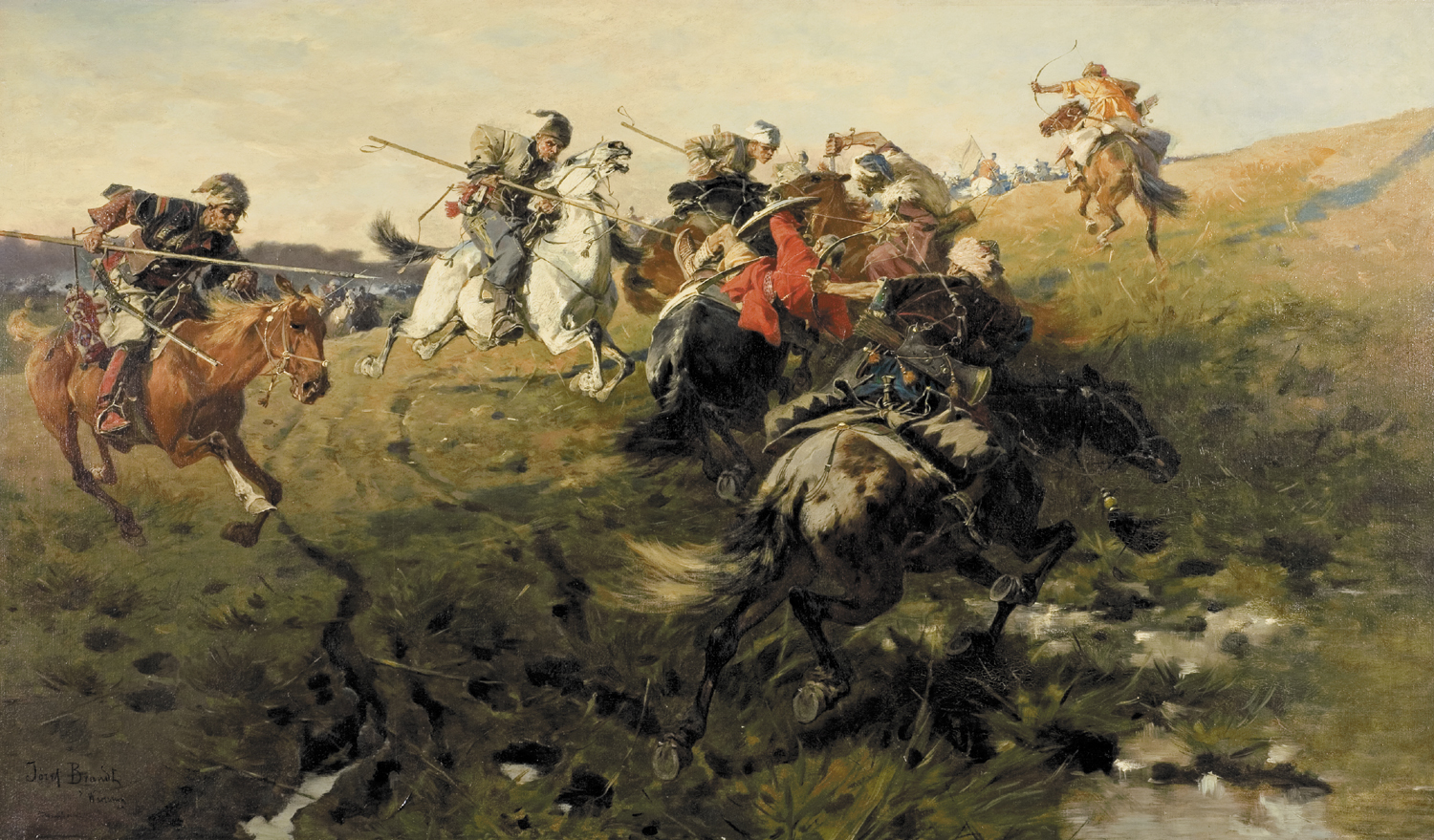
Козаки верхи на конях в сутичці з басурманами

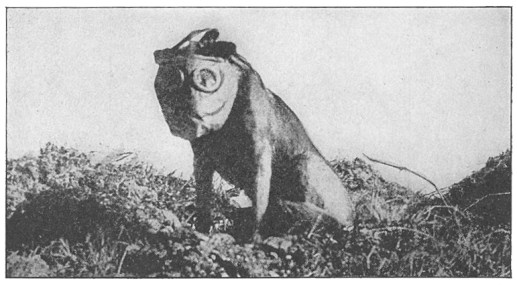
Собака, що використовувався санітарним корпусом під час Першої світової війни для пошуку поранених солдатів. Він оснащений протигазом.

Військові тварини — дресировані тварини, які використовуються у війні та інших видах діяльності, пов'язаних з веденням бойових дій. Різні військові тварини виконують різні функції. Коні, слони, верблюди та інші тварини використовувалися як для транспортування, так і для кінної атаки. Голуби використовувалися для зв'язку і фотошпигунства. Багато інших тварин, як повідомляється, використовувалися в різних спеціалізованих військових функціях, включаючи щурів і свиней. Собаки здавна використовувалися в найрізноманітніших військових цілях, останнім часом зосереджуючись на охороні і виявленні бомб, і разом з дельфінами і морськими левами активно використовуються і сьогодні.

## Використання

### Для транспортування і тяги
- Кінь був найбільш широко використовуваною твариною протягом всієї історії війни. Вони могли тягнути колісницю або перевозити легкоброньовані загони. З появою більш важких коней і винаходом стремена кінна кавалерія стала найпрестижнішим бойовим родом військ в Європі на кілька століть. Бойовий кінь лицаря був навчений кусатися і бити ногами. Поєднання кінного воїна, озброєного луком, зробило армії степовиків найпотужнішою військовою силою в історії Азії. З появою сучасної далекобійної зброї та автотранспорту використання коней у військових цілях занепало. Однак коні та мули все ще широко використовуються різними арміями сьогодні для пересування по складній місцевості.
- Хоча слони не вважаються домашніми тваринами, вони можуть бути навчені служити в якості коней або для переміщення важких вантажів. Санскритські записи фіксують їх використання у військових цілях ще за 1100 років до н. е. Група слонів була використана Ганнібалом під час Другої Пунічної війни. Під час Другої світової війни їх використовували як японці, так і їхні союзники. Слони могли виконувати роботу машин в місцях, куди транспортні засоби не могли проникнути, тому вони знайшли застосування в Бірманській кампанії[1].
- Верблюди, як правило, використовувались як коні в посушливих регіонах (верблюжа кавалерія). Вони краще здатні перетинати піщані пустелі, ніж коні, і вимагають набагато менше води. Верблюди використовувалися в обох світових війнах. Вони використовуються індійською армією та силами прикордонної безпеки для патрулювання в пустельних районах Раджастану. У Другій світовій війні багато військових частин Радянської Червоної Армії, через деякий час після Сталінградської битви, почали використовувати верблюдів на південному театрі воєнних дій для перевезення боєприпасів, пального для танків і літаків, продовольства, води для кухонь, пального і навіть поранених червоноармійців. Необхідність використання цих тварин як транспортних засобів була зумовлена відкритим рельєфом калмицьких степів, примітивністю доріг і відсутністю води, а також нестачею відповідного допоміжного автотранспорту в радянських збройних силах. Відомим став випадок з бактрійським верблюдом на прізвисько Кузнечик («коник»), який супроводжував Радянську Червону Армію практично на всьому шляху її просування до Німеччини.[2]
- Мули використовувалися армією США, британською та індійською арміями під час Другої світової війни для перевезення вантажів та спорядження по важкодоступній місцевості. В'ючні тварини, яким притаманне терпіння, обережність і витривалість, мули могли перевозити важкі вантажі там, де не могли проїхати джипи і навіть в'ючні коні. Мулів використовували в Північній Африці, Бірмі та в Італії. Їх також використовують для перевезення вантажів у гірських районах.
- Швеція і Радянський Союз намагалися використовувати лосів як кавалерію для пересування по глибокому снігу. Було виявлено, що лосі непридатні для ведення війни, оскільки вони легко підхоплювали хвороби худоби, їх було важко прогодувати, і вони тікали з поля бою. Пізніше радянська влада навчила лосів не боятися зброї, але не змогла використати свою кавалерію через радянсько-фінську війну та Другу світову війну[3].

### Як зброя
- Собак використовували у військових цілях ще стародавні греки, і, безсумнівно, їх використовували набагато раніше в історії. Римська імперія, починаючи з Марка Аврелія, також використовувала собак у бою. Римляни тренували молосску собаку (або Canis Molossus) спеціально для бою, часто одягаючи на них захисні шиповані металеві нашийники і кольчуги, і організовуючи їх в бойові порядки[4]. Під час завоювання Латинської Америки іспанські конкістадори використовували алаунтів для вбивства воїнів у Карибському басейні, Мексиці та Перу. Мастифів, так само як і великих догів, використовували в Англії в середні віки, де їх великі розміри використовувалися для налякування коней, щоб ті скидали своїх вершників або накидалися на лицарів на конях, виводячи їх з ладу, поки їх господар не завдавав остаточного удару.
- У Рамзеса II був домашній лев, який бився з ним під час битви при Кадеші.[5]
- Пліній Старший писав про використання бойових свиней проти слонів. За його словами, слони лякалися вереску свині і панічно тікали, приносячи лихо воїнам, які ставали на шляху їхньої втечі.[6]
- Бездоказовим є твердження, що носороги використовувалися для виконання військових функцій. Аналізуючи відому гравюру на дереві Альбрехта Дюрера 1515 року, можна припустити, що вільності, дозволені з дизайном носорога, насправді були ескізами обладунків, створених для бою носорогів в Португалії. Однак, вочевидь, «товста» або «покрита» шкіра носорогів насправді вразлива, і тварини мають поганий зір, що сильно обмежує їх здатність бігти в певному напрямку. Їх надмірно агресивний характер робить їх непридатними для використання в кінному бою.
- Бойові слони широко використовувалися в більшості частин Південної Азії та Північної Африки, а також використовувалися в царствах Діадохи, Королівстві Куш і Римській імперії.
- Велика рогата худоба, в деяких випадках, використовувалася в бою через штучно створені тисняви панічних стад, які гнали в бік ворога. Це часто було небезпечною тактикою для тих, хто їх випускав, особливо після винаходу пороху. Як у битві при Тондібі, так і під час облоги Панами Генрі Морганом, стада великої рогатої худоби були випущені на поле бою, але були загнані назад в ряди власної армії через обстріл з боку армії супротивника.

### Як живі бомби
- За словами прп. Ши Бо в книзі «Trente-six Stratagèmes Chinois», мавпи використовувалися на початку правління династії Південна Сун, в битві між повстанцями провінції Яньчжоу (Ясуо) і китайською імператорською армією на чолі з Чжао Юєм. Мавп використовували як живі запалювальні пристрої. Тварин обмотували соломою, вмочували в нафту та підпалювали. Їх випускали на ворожому таборі, тим самим підпалюючи намети і приводячи весь табір в хаос.
- У 1267 році шерифа Ессекса звинуватили у змові з метою випустити над Лондоном літаючих півників з бомбами.[7]
- Протитанкові собаки — радянська зброя часів Другої світової війни, що мала перемінний успіх. В якості протитанкової зброї використовувалися собаки з прив'язаною до спини вибухівкою.
- Проект «Голуб» — запропонована США зброя часів Другої світової війни, яка використовувала голубів для наведення бомб.
- Кажаняча бомба — американський проект, який використовував мексиканських вільнохвостих кажанів для перенесення невеликих запалювальних бомб.
- Бомби на тваринах використовуються сучасними терористами і повстанцями на Близькому Сході, які прикріплюють вибухівку до тварин, іноді залишених блукати на самоті, а іноді осідланих терористами-смертниками, в сучасних повстанських нападах на Близькому Сході.
- Історичні свідчення про запалювальних свиней були записані військовим письменником Поліеном[8] і Аеліаном[9]. Обидва письменники повідомляють, що облога Антигона II Гоната в Мегарі в 266 р. до н. е. була прорвана, коли мегарці облили свиней горючою смолою, сирою нафтою або смолою, підпалили їх і погнали на масованих бойових слонів противника. Слони в жаху тікали від палаючих, верескливих свиней, часто вбиваючи велику кількість своїх власних солдатів, затоптуючи їх на смерть[10].

### Для приховування вибухових пристроїв
- Вибуховий щур — мертві щури були підготовлені для використання Британським управлінням спеціальних операцій у Другій світовій війні проти Німеччини. Тушки щурів наповнювали пластиковою вибухівкою, яку залишали в таких місцях, як заводи, де, як передбачалося, кочегар, який обслуговує котел, швидше за все, позбудеться неприємної знахідки, закинувши її в топку, що призведе до вибуху. Щури містили лише невелику кількість вибухівки, проте прокол котла високого тиску міг спричинити руйнівний вибух котла[11].
- Тушки тварин використовувалися для маскування придорожніх саморобних вибухових пристроїв під час іракського повстанського руху.

### Для бойового духу
Існує давня традиція військових талісманів — тварин, пов'язаних з військовими частинами, які виступають в якості емблем, домашніх улюбленців або беруть участь в церемоніях. Зокрема, пес Сержант Стаббі — неофіційний талісман 102-го піхотного полку 26-ї піхотної дивізії (Янкі) під час Першої світової війни.

### Для шпигунства
- У роки перед Першою світовою війною для збору військової розвідки почали використовувати голубину фотографію. Хоча цей метод застосовувався під час великих битв, таких як Верден і Сомма, він не був особливо успішним. Різні спроби в цьому напрямку робилися і під час Другої світової війни. У музеї ЦРУ зберігається голубина камера ЦРУ 1970-х років, деталі місій ЦРУ з використанням цієї камери досі засекречені.[12]
- Акустичний Котик був проектом ЦРУ з використання хірургічно модифікованих котів для шпигунства за Кремлем та радянськими посольствами в 1960-х роках. Незважаючи на витрати близько 10 мільйонів доларів, проект не дав практичних результатів і був скасований у 1967 році. Документи про проект були розсекречені у 2001 році.[13][14]
- У 2006 році газета The Independent опублікувала матеріал про те, що «Пентагон розробляє мозкові імплантати, щоб перетворити акул на військових шпигунів».[15]
- У 2007 році іранська влада спіймала 14 білок, які нібито мали при собі шпигунське обладнання. Ця історія була широко відкинута на Заході як «божевілля».[16]
- Ряд шпигунських страшилок на Близькому Сході стосувався птахів. За словами ізраїльського орнітолога Йосі Лешема, суданська влада затримала єгипетського грифа наприкінці 1970-х років і білого пелікана на початку 1980-х років, обидва мали ізраїльське обладнання, що використовується для відстеження міграції тварин. Більш резонансною подією стало затримання у 2011 році саудівським фермером стерв'ятника-грифа, якого саудівська влада врешті-решт відпустила після того, як з'ясувала, що ізраїльське обладнання, яке він мав при собі, використовувалося в наукових цілях. За цим послідували міжнародні насмішки і критика арабських ЗМІ, які некритично повідомляли про нібито роль птаха у шпигунстві.[17] У 2012 році мертвого європейського бджолоїда, позначеного ізраїльською стрічкою на нозі, знайшли селяни поблизу південно-східного турецького міста Газіантеп. Селяни побоювалися, що птах міг нести мікрочіп ізраїльської розвідки для шпигунства за місцевістю. Турецька влада оглянула труп бджолоїда і запевнила селян, що оснащення перелітних птахів кільцями з метою відстеження їх пересування є звичайною практикою.[18]

### Для виявлення небезпек

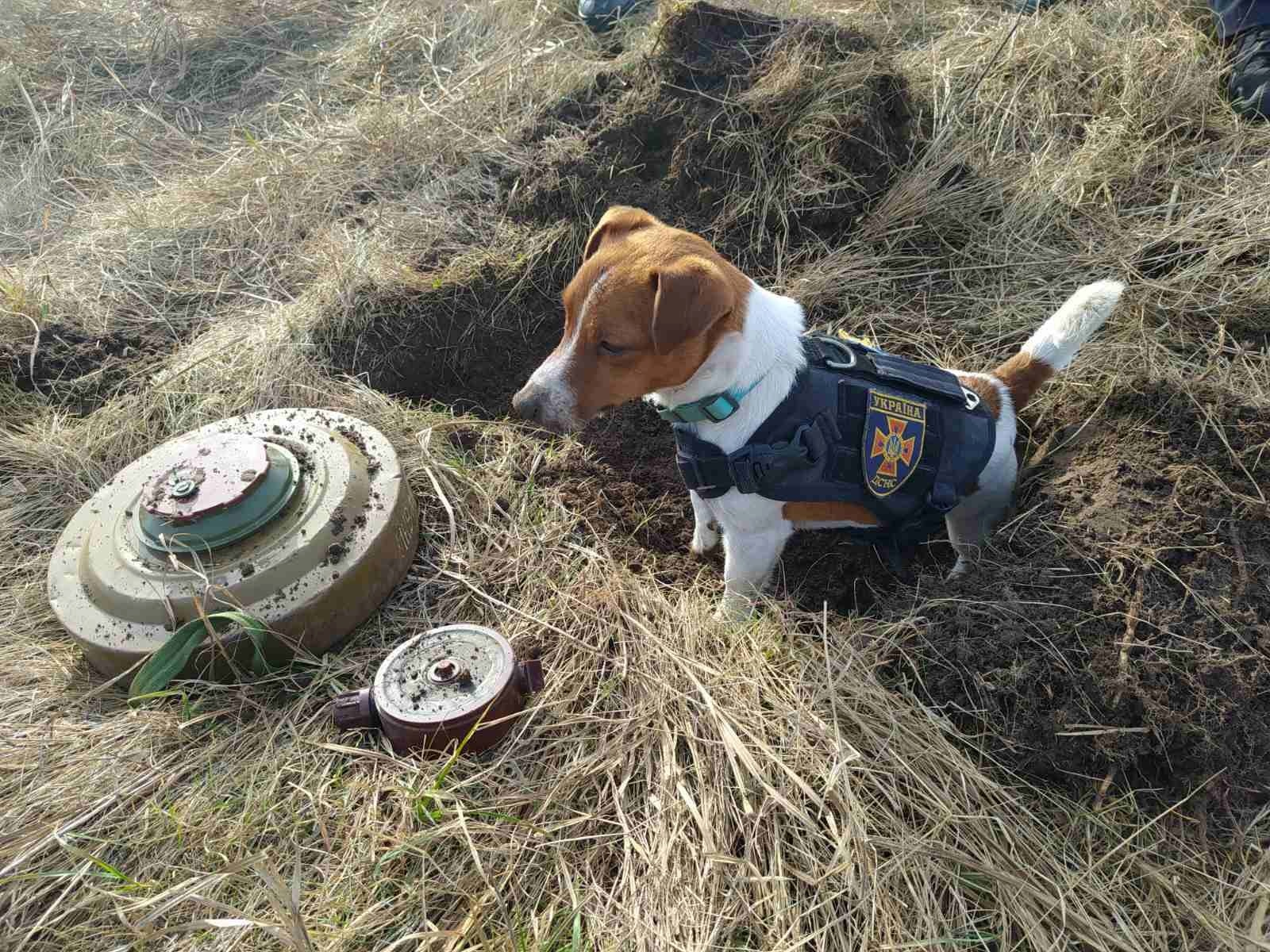
Український пес Патрон шукає вибухівку (2022 рік)

- Собаки використовувалися для виявлення мін; вони були навчені виявляти розтяжки, міни та інші міни-пастки. Їх також використовували для несення вартової служби, виявлення снайперів або прихованих сил противника. У 2022 році під час російського вторгнення в Україну на визволених територіях використовували собак, які шукали міни і снаряди, що не розірвалися. Найбільшої популярності набув пес на прізвисько Патрон породи джек-рассел-тер'єр.
- На суші гігантські щури, такі як гамбійський гігантський щур, були випробувані зі значним успіхом як спеціалізовані тварини для виявлення мін, оскільки їхній гострий нюх допомагає ідентифікувати вибухівку, а невеликий розмір не дозволяє їм спрацьовувати на наземні міни.[19]
- Курей використовували під час війн у Перській затоці для виявлення отруйних газів в операції під назвою «Кувейтська польова курка»; морські піхотинці США називали курей, які використовувалися в цій ролі, «Пристрої для виявлення хімічних речовин». План був призупинений після того, як 41 з 43 курей, що використовувалися для таких цілей, загинули протягом тижня після прибуття до Кувейту.[20]
- Починаючи з часів холодної війни, були проведені дослідження щодо використання багатьох видів морських ссавців у військових цілях. Програма морських ссавців ВМС США використовує військових дельфінів і морських левів для підводної вартової служби, розмінування та відновлення об'єктів.